# Nune (film)
Pour les articles homonymes, voir Nune.
Pour plus de détails, voir Fiche technique et Distribution.
Nune (prononcez à l'anglaise Noon-nay) est un moyen métrage américain écrit et réalisé par Ji Strangeway, sorti en 2016,,.

## Fiche technique
- Titre : Nune
- Réalisation : Ji Strangeway
- Scénario : Ji Strangeway
- Production : Gyatri Media
- Musique :
- Pays d'origine :  États-Unis
- Langue d'origine : anglais américain
- Genre : Drame, romance saphique
- Lieux de tournage : Los Angeles, Californie, États-Unis
- Durée : 30 minutes
- Date de sortie : 
  -  États-Unis 18 mars 2016 (Queens World Film Festival)[4]

## Distribution
- Brianna Joy Chomer : Nune Lusparian
- Jessica Lauren : Briana Enright
- Alexandra Scott : Kimberly Duran
- Baker Chase Powell : Christian Vaunt (crédité comme Baker Chase)
- Kevin Grady : Wayne Woodcock
- Daniel Button : Darryl Cliff
- Lisa Trublet De Nermont : coach Marceau (crédité comme Lisa Leonard)
- Rachel Langdon : infirmière Highland
- Ileana Ruberte : Lizzette Perez
- Kelly McDevitt : Regan
- Mychal Sorensen : Mark Nutt
- Adrian Gomez : Dino Barbano
- Jacqueline Barrett : une Cheerleader
- Katrina Clugston : une Cheerleader
- Julio Cesar : un étudiant de la Haute École